# Ігор (Губа)
Ігор (в миру Іва́н Семе́нович Губа́; * 21 червня 1885, Бандурівка, Олександрійський повіт, Херсонщина — † 24 листопада 1966, Нью-Йорк) — український церковний діяч, архієпископ.

## Біографія
Іван Губа народився 21 червня 1885 року селі Бандурівка, Олександрійський повіт на Херсонщині в родині- Семена та Агрипіни Губів. Батьки за походженням вихідці з козацьких родів Гетьманщини. Крім батьків, мав четверо братів і сестер, які були вбиті під час Голодомору-геноциду, влаштованого окупаційним сталінським режимом.
Навчався у церковно-парафіяльній школі. У 1908 здобув середньо-технічну освіту. До 1917 року працював будівельником та архітектором при земстві.
З весни 1917 року Іван Губа бере активу участь у громадському житті - підтримує український національний рух. За часів Центральної Ради вступає до українського війська. За часів Гетьманату вступає на богословські курси Кам'янець-Подільського університету, які успішно завершив у 1919 році.
Через активні бойові дії Другої більшовицько-української війни вступає до Армії УНР. Учасник Визвольних змагань.
Після боїв з російськими окупантами у 1920 році разом з Армією УНР переходить Збруч та відходить на територію Польщі. Там разом з іншими вояками потрапляє у табори для інтернованих.
Наприкінці 1921 року на окупованій Україні дружина Івана Губи разом з малолітнім сином були замордовані чекістами. Дізнавшись про це він зголошується послушником до Богоявленського монастиря у Крем‘янці, де його рукоположили у диякони. 
15 січня 1922 року єпископ Діонісій (Валединський) висвятив диякона Івана Губу у священики. 
Після цього отець Іван Губа був позаштатним священиком у Кременецькому Богоявленському монастирі. Виконував обов’язки настоятеля Української біженицької православної парафії у Ченстохові, до якої належало багато представників української військово-політичної еміграції. Дяком місцевої  парафії був козак Армії УНР Федір Григоренко. 
3 липня 1922 року настоятель Преображенської парафії у селі Квасів на Горохівщині. Одночасно отець Іван Губа був призначений настоятелем Микільскої парафії у селі Охлопів
1 березня 1925 року отець Іван Губа переведений настоятелем Благовіщенської парафії у Ковелі. Крім того, став настоятелем храму святого Юрія у селі  Дубова на Волині —тодішня юрисдикція Польської православної церкви, згодом протоієрей. 
Навколо своєї ковельської парафії отець Іван Губа об’єднував ветеранів Армії УНР. Серед них лікар Микола Пирогів, Семен Підгірський, Михайло Крат.
В міжвоєнний період протоієрей Іван Губа був серед засновників Богословського товариства імені митрополита Петра Могили.
З 10 квітня 1932 року став учасником Комісії перекладу Святого Письма та богослужбових книг українською мовою при Українському науковому інституті у Варшаві. 
Перед Другою світовою війною овдовів.
З приходом сталінських військ у 1939 році на Волинь, отець Іван переховується у глибокому поліському підпіллі.
9 лютого 1942 року отець Іван Губа в Пінську пострижений в монахи з іменем Ігор та наречений у єпископи. Наступного дня, 10 лютого 1942 року в Пінську хіротонізований на єпископа Уманського УАПЦ архієпископами Олександром (Іноземцевим), Полікарпом (Сікорським) і єпископом Брестським Георгієм (Кореністовим). 
13 березня 1942 року єпископ Ігор (Губа) разом з єпископом Никанором (Абрамовичем) за настановою архієпископа Полікарпа (Сікорського) прибули до Києва для відродження життя УАПЦ у Центральній і Східній Україні. 
Місцем перебування єпископа Уманського Ігоря (Губи) була визначена Біла Церква на Київщині. З квітня 1942 року він взявся за активне відновлення українського церковного життя у центральній Україні. Владика відкривав закриті окупаційним комуністичним режимом храми, особисто служив там Літургії. 
За перші три місяця свого служіння на Київщині єпископ Ігор (Губа) разом з владикою Никанором (Абрамовичем) рукоположили 122 священики.
Під час Київського собору 9-17 травня 1942 року у Андріївському храмі владики Ігор та Никанор рукоположили шість нових єпископів УАПЦ: Фотія (Тимощука) на єпископа Чернігівського і Ніжинського, Мануїла (Тарнавського) на єпископа Білоцерківського, Михаїла (Хорошого) на єпископа Єлизаветградського, Мстислава (Скрипника) на єпископа Переяславського, Сильвестра (Гаєвського) на єпископа Лубенського, Григорія (Огійчука) на єпископа Житомирського. В липні 1942 від Мануїла (Тарнавського) перебирає Білоцерківську єпархію.
Пізніше владика Ігор (Губа) мав стати архієпископом Полтавським і Кременчуцьким, що стала нововідкритою єпархією УАПЦ. Проте, не зміг приступити до служіння через заборону німецької влади і не зміг поїхати до Полтави. 
З благословення владики Ігоря (Губи) у багатьох містечка і селах Уманщині і Білоцерківщини у 1942-1943 роках насипалися могили та встановлювалися знаки в пам'ять про жертв Голодомору - геноциду українського народу у 1932-1933 роках. Єпископ освячував їх особисто і служив на могилах панахиди. Боляче реагував на атмосферу зросійщення в Києві та взагалі в Україні, за свідченням Ігоря Денисенка.
Через наступ червоної армії і повернення комуністичної окупації, у вересні 1943 року владика Ігор (Губа) у супроводі працівників єпархіального управління залишає Білу Церкву і через Рівне прибуває до Луцька. Там він отримує благословення митрополита Полікарпа на подальшу еміграцію і духовну опіку українських біженців. Владика переїздить до Холму, а пізніше до Варшави. 
З 1944 року переїздить до Карлсруе, служив в Аугсбурзі. На той період вже в сані архієпископа керував Аугсбурською православною  церковною округою. Служив у таборах Ді-Пі.
Останній собор єпископів УАПЦ у Німеччині 3-5 листопада 1949 року доручив єпископу Ігорю виїхати до Аргентини з титулом владики Буенос-Айреського. Його духовна влада мала поширюватися на всю Південну Америку. Але через різке погіршення здоров'я не зміг поїхати до Аргентини. 18 лютого 1951 року Ігор (Губа) переїхав до США. 
З 1954 року належав до окремої православної конфесії — УАПЦ в екзилі, котру очолював митрополит Палладій (Відибіда-Руденко). УАПЦ в еміграції вже 1954 року була прийнята в юрисдикцію Константинопольського Патріархату.
22 грудня 1957 року параліч розбив тіло владики Ігоря. Хворим владикою опікувалася його парафія Святої Трійці УАПЦ у Нью-Йорку.
1961 року архієпископ Ігор та прихід Святої Трійці в Нью-Йорку вийшли з юрисдикції УАПЦ в еміграції та перейшли до УАПЦ митрополита Никанора.
Помер єпископ Ігор (Губа) 24 листопада 1966 року у Нью-Йорку. Похований на українському цвинтарі у Саут-Баунд-Брук, де було поховано багато ветеранів Армії УНР, друзів єпископа. Чин поховання здійснив архієпископ Мстислав (Скрипник) у співслужінні багатьох священиків.